# Etienne Sokal
Etienne M. Sokal is een Belgisch kinderarts en als hoogleraar in de pediatrie (kindergeneeskunde) verbonden aan de faculteit geneeskunde, subfaculteit gynaecologie, verloskunde en pediatrie van de Université catholique de Louvain (UCL). Hij is tevens hoofd van de afdeling pediatrie en van het pediatrisch onderzoeksinstituut van de Cliniques universitaires Saint-Luc (CLIN) van de UCL in Sint-Lambrechts-Woluwe.
Sokal behaalde in 1983 zijn bul in de medicijnen, de chirurgie en de verloskunde, in 1988 een bevoegdheid op het gebied van de pediatrie en in 1993 een medisch vervolgdiploma.
Hij kwam op 12 december 2007 in het nieuws toen er werd aangekondigd dat hij na een zeven jaar durend onderzoek een vaccin had ontwikkeld waarmee klierkoorts kan worden bestreden. Het vaccin is vooral effectief wanneer men er op zeer jeugdige leeftijd mee wordt ingeënt.